# 暁の歌 (シューマン)
暁の歌（あかつきのうた、Gesänge der Frühe、作品133。朝の歌とも訳される）はロベルト・シューマンのピアノ独奏曲集で、全5曲からなる。1853年10月、シューマンの死の3年前に作曲された、彼の最後の作品の一つである。シューマンが本作に取り掛かった頃には、梅毒の悪化による精神的、感情的な不調に苦しんでいた。本作は明晰な形式的、調性的、旋律的構成を示しているが、シューマンの集中力低下と精神異常の亢進により作曲過程が難解となっている。本作はシューマンの自殺未遂と精神病院収容のわずか5ヶ月前に作曲され、「偉大なる女性詩人」ベッティーナ・フォン・アルニムに献呈された。1855年に出版された。シューマンは、出版社への手紙で「この小品集は夜明けに感じることを描写しています。けれどもそれは、情景描写というよりも感情表現としての表現なのです」と述べている。
シューマンの妻クララ・シューマンは日記に、「暁の歌、いつもと同じように独創的だが難解で、その響きは甚だ奇妙」と書いている。シューマンの晩年の多くの作品と同様に、本作はまことに難解である。音楽は非常に絶妙でありながら、時として落ち着きないものとなっている。作曲者の精神的崩壊が音楽に陰を落としたようである。本作はおそらくシューマンの最後のまとまったピアノ作品である。
スイスの作曲家ハインツ・ホリガーは1987年に、管弦楽、合唱とテープのための同名の作品『暁の歌』を作曲し、中でシューマンとドイツの詩人フリードリヒ・ヘルダーリンを引用している。
全5曲はニ長調の主要三和音であるニ、嬰ヘとイにより調性的にまとめられている。第1曲、第2曲と第5曲はニ長調、第4曲は嬰ヘ短調、第3曲はイ長調である。演奏時間は約13分。

## 第1曲
Im ruhigen Tempo(落ち着いたテンポで、ニ長調)
第1曲は単純なリズムからなるコラールのようである。多くの不協和音が挿入され透明なテクスチュアに染み込んでいる。最後の2フレーズには主旋律がストレッタとして聞かれる。全曲が喚起的な、殆ど宗教的な響きを持っている。

## 第2曲
Belebt, nicht zu rasch(元気に、速すぎないように、ニ長調)
この曲はほぼ全曲が対位法的である。作曲者は主和音がどこにあるかを聴く者に示さないようにしている。特異な和声、明瞭なカデンツの欠如、そして困惑させるような強弱法が特徴である。

## 第3曲
Lebhaft(生き生きと、イ長調)
継続的なギャロップのリズムが全曲にわたり続く。オクターブと大きな和音が重々しい響きに貢献している。

## 第4曲
Bewegt(動きをもって、嬰ヘ短調)
滝のような32分音符の伴奏に叙情的で歌うような旋律が混じり合う。音楽は休みなく、クライマックスでは激情的になる。

## 第5曲
Im Anfange ruhiges, im Verlauf bewegtes Tempo(始めは静かに、それから動きのあるテンポで、ニ長調)
この終曲では第1曲と似た性格と響きに戻る。薄いテクスチュアからより速い16分音符の伴奏が立ち上がる。最後には強いカデンツがなく、この謎めいた曲は曖昧だが美しい終結を迎える。